# Kaken Achanov
Kaken Achanov (kazašsky Кәкен Аханов; 2. února 1928 Bozanbaj – 13. srpna 1978 Almaty) byl kazachstánský filolog.

## Život
Narodil se v rodině učitele. Absolvoval s vyznamenáním na střední škole ve své rodné vesnici. V roce 1950 promoval s vyznamenáním na filologické fakultě Kazašské státní univerzitě. Souběžně s vědeckou a pedagogickou prací studoval na postgraduální škole.
Působil jak vedoucí katedry (1961 až 1977), děkan filologické fakulty (1970 až 1974) a rektor Pedagogického institutu cizích jazyků (1977 až 1978). V roce 1969 mu byl udělen titul profesora a v roce 1978 byl zvolen za člena Akademie věd Kazašské SSR.

## Dílo
- Otázky lexika kazašského jazyka, Alma-Ata, 1955
- Homonyma v kazašském jazyce, Alma-Ata, 1958
- Úvod do lingvistiky, Alma-Ata, 1962, 1965
- Základy lingvistiky, Alma-Ata, 1973, 1978
- Základy teorie gramatiky, Alma-Ata, 1972
- Kazašský jazyk, Alma-Ata, 1974